# 生駒警察署

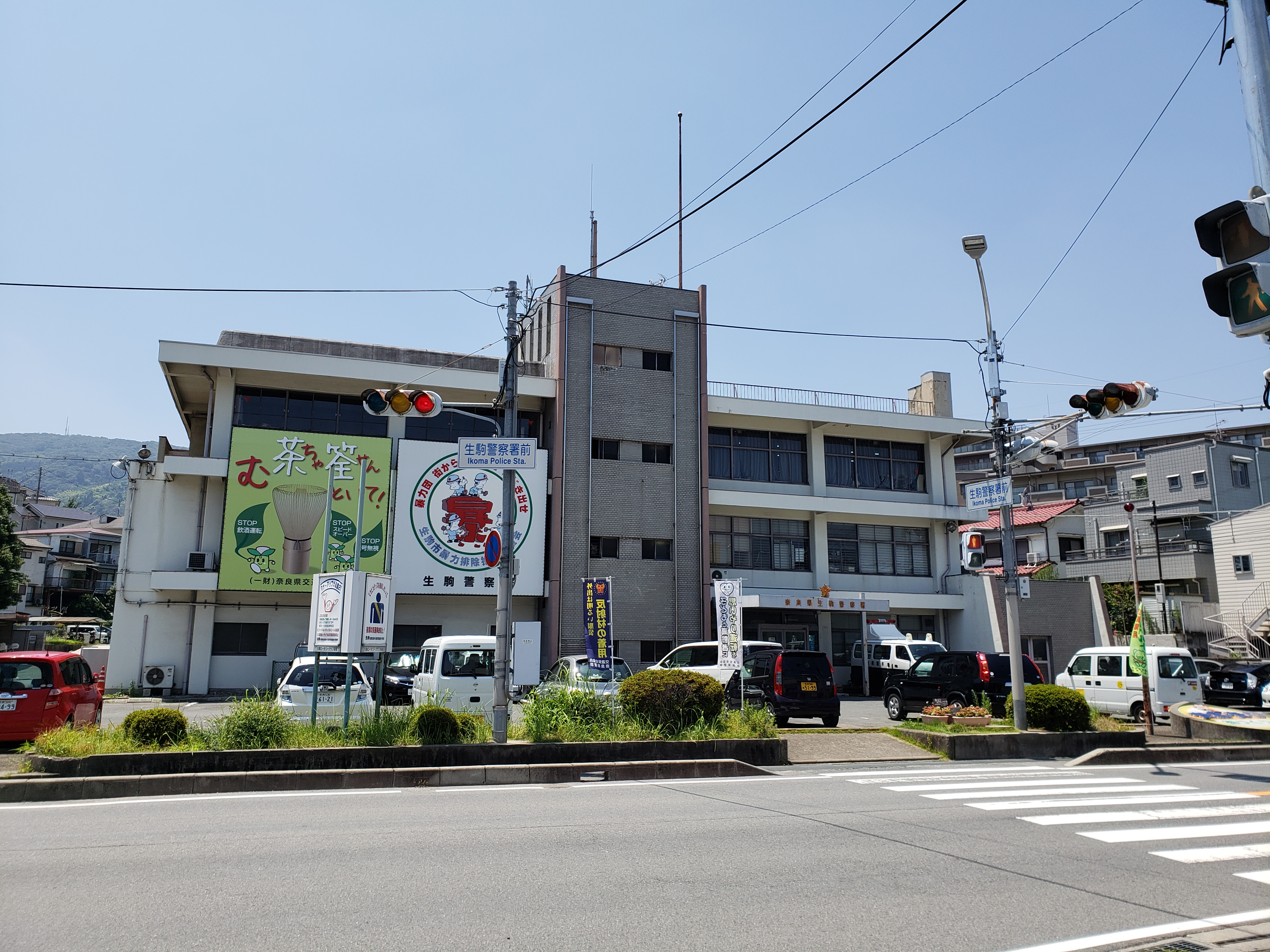
東松ヶ丘時代の庁舎

生駒警察署（いこまけいさつしょ）は、奈良県警察が管轄する警察署の一つ。

## 所在地
- 〒630-0222 奈良県生駒市壱分町1091番地[1]。
  - 国道168号沿い。
  - 近鉄生駒線一分駅から徒歩8分。

## 管轄区域
- 生駒市

## 沿革
- 1954年（昭和29年）7月1日：警察法改正により生駒郡警察から奈良県警察に統合となる。
- 1971年（昭和46年）
  - 11月1日、生駒市が市制。
  - 12月1日、元町1丁目から東松ヶ丘へ移転。旧生駒警察署跡は現在、セキセイビルが建っている。
- 2024年（令和6年）
  - 11月15日 - 新庁舎（所在地は壱分町、敷地面積7118平方メートル、鉄筋3階建て）の落成式[2]。
  - 11月25日 - 新庁舎での業務開始（生駒市東松ヶ丘から同市壱分町に移転）[2]。

## 組織
- 警務課
  - 警務係
  - 県民サービス係
  - 留置管理係
- 会計課
  - 会計係
- 生活安全課
  - 生活安全総務係
  - 人身安全対策係
  - 生活安全捜査係
- 地域課
  - 地域企画係
  - 指導係
- 刑事課
  - 総務係
  - 強行盗犯第一係
  - 強行盗犯第二係
  - 知能犯係
  - 組織犯係
  - 鑑識係
- 交通課
  - 企画規制係
  - 指導取締係
  - 交通捜査係
- 警備課
  - 警備係

## 交番
（ ）の中は所在地
- 近鉄生駒駅前交番（生駒市元町1丁目10番1号）
- 東生駒交番（生駒市東生駒1丁目5番地）
- 鹿ノ台交番（生駒市鹿ノ台南2丁目3番地4）
- 白庭台駅前交番（生駒市白庭台6丁目12番2号）
- 生駒南交番（生駒市萩の台2丁目2番4号）
- 生駒台交番（生駒市生駒台北162番地2）

## 駐在所
（ ）の中は所在地
- 高山駐在所（生駒市高山町12699番地3）
- 北田原駐在所（生駒市北田原町2234番地）